# Palpomyia nelsoni
Palpomyia nelsoni är en tvåvingeart som beskrevs av John William Scott Macfie 1932. Palpomyia nelsoni ingår i släktet Palpomyia och familjen svidknott. Inga underarter finns listade i Catalogue of Life.